# Premier League (Äthiopien)

Seit 1997/98 organisiert die Ethiopian Football Federation die Ethiopian Premier League.

Die Premier League (auch GC Ethio Premier League, amharisch የኢትዮጵያ ፕሪሚየር ሊግ) ist die höchste Spielklasse des nationalen Fußballverbands von Äthiopien.

## Chronologische Liste der Meister
Diese Liste nennt die äthiopischen Meister im Männerfußball in chronologischer Abfolge. Als offizielle Gewinner zählen lediglich die jährlichen Meister seit 1944, der ersten landesweiten Austragung einer Fußball-Meisterschaft in Äthiopien. 
- 1944: British Military Mission - BMME (Addis Abeba)
- 1945–1947: keine Austragung
- 1948: Key Baher (Asmara, Eritrea)
- 1949: Army SC (Addis Abeba)
- 1950: Saint-George SA (Addis Abeba)
- 1951: Army SC (Addis Abeba)
- 1952: Army SC (Addis Abeba)
- 1952: Army SC (Addis Abeba)
- 1954: Army SC (Addis Abeba)
- 1955: GS Hamassien (Asmara, Eritrea)
- 1956: Mechal SC (Addis Abeba)
- 1957: GS Hamassien (Asmara, Eritrea)
- 1958: Akale Guzay (Mereb Melash, Eritrea)
- 1959: Tele SC (Asmara, Eritrea)
- 1960: Cotton FC (Dire Dawa)
- 1961: Ethio-Cement (Dire Dawa)
- 1962: Cotton FC (Dire Dawa)
- 1963: Cotton FC (Dire Dawa)
- 1964: Ethio-Cement (Dire Dawa)
- 1965: Cotton FC (Dire Dawa)
- 1966: Saint-George SA (Addis Abeba)
- 1967: Saint-George SA (Addis Abeba)
- 1968: Saint-George SA (Addis Abeba)
- 1969: Tele SC (Asmara, Eritrea)
- 1970: Tele SC (Asmara, Eritrea)
- 1971: Saint-George SA (Addis Abeba)
- 1972: GS Asmara (Asmara, Eritrea)
- 1973: GS Asmara (Asmara, Eritrea)
- 1974: Embassoria (Mereb Melash, Eritrea)
- 1975: Saint-George SA (Addis Abeba)
- 1976: Mechal SC (Addis Abeba)
- 1977: Medr Babur (Dire Dawa)
- 1978: Ogaden Anbassa (Harar)
- 1979: Omedla FC (Addis Abeba)
- 1980: Tegl Fre (Addis Abeba)
- 1981: Ermejachen (Addis Abeba)
- 1982: Mechal SC (Addis Abeba)
- 1983: Cotton FC (Dire Dawa)
- 1984: Mechal SC (Addis Abeba)
- 1985: Brewery (Addis Abeba)
- 1986: Brewery (Addis Abeba)
- 1987: Saint-George SA (Addis Abeba)
- 1988: Mechal SC (Addis Abeba)
- 1989: Mechal SC (Addis Abeba)
- 1990: Brewery (Addis Abeba)
- 1991: Saint-George SA (Addis Abeba) (abgebrochen, St. George als Tabellenführer Meister)
- 1992: Saint-George SA (Addis Abeba) (abgebrochen, St. George als Tabellenführer Meister)
- 1993: Mebrat Hail (Addis Abeba)
- 1994: Saint-George SA (Addis Abeba)
- 1995: Saint-George SA (Addis Abeba)
- 1996: Saint-George SA (Addis Abeba)
- 1997: Ethio-Bunna (Addis Abeba)
- 1997/98: EEPCO (Addis Abeba)
- 1998/99: Saint-George SA (Addis Abeba)
- 1999/2000: Saint-George SA (Addis Abeba)
- 2000/01: Mebrat Hail (Addis Abeba)
- 2001/02: Saint-George SA (Addis Abeba)
- 2002/03: Saint-George SA (Addis Abeba)
- 2003/04: Awassa Kenema (Awassa)
- 2004/05: Saint-George SA (Addis Abeba)
- 2005/06: Saint-George SA (Addis Abeba)
- 2006/07: Awassa Kenema (Awassa)
- 2007/08: Saint-George SA (Addis Abeba)
- 2008/09: Saint-George SA (Addis Abeba)
- 2009/10: Saint-George SA (Addis Abeba)
- 2010/11: Ethio-Bunna (Addis Abeba)
- 2011/12: Saint-George SA (Addis Abeba)
- 2012/13: Dedebit FC (Addis Abeba)
- 2013/14: Saint-George SA (Addis Abeba)
- 2014/15: Saint-George SA (Addis Abeba)
- 2015/16: Saint-George SA (Addis Abeba)
- 2016/17: Saint-George SA (Addis Abeba)
- 2017/18: Jimma Aba Jifar FC (Jimma)
- 2018/19: Mekelle 70 Enderta FC (Mek’ele)
- 2019/20: kein Meister – Saisonabbruch
- 2020/21: Fasil Kenema SC (Gondar)
- 2021/22: Saint-George SA (Addis Abeba)
- 2022/23: Saint-George SA (Addis Abeba)
- 2023/24: Commercial Bank of Ethiopia (Addis Abeba)
- 2024/25: Ethiopian Insurance FC (Addis Abeba)

### Anzahl der Titel
| Anzahl der Titel | Anzahl der Titel              |
| Titel            | Verein                        |
| ---------------- | ----------------------------- |
| 31               | Saint-George SA/Brewery       |
| 11               | Army SC/Mechal SC             |
| 5                | Cotton FC                     |
| 4                | GS Hamassien/GS Asmara        |
| 3                | Tele SC                       |
| 3                | EEPCO/Mebrat Hail             |
| 2                | Akale Guzay/Embassoria        |
| 2                | Ethio-Bunna                   |
| 2                | Awassa Kenema                 |
| 2                | Ethio-Cement                  |
| 1                | Commercial Bank of Ethiopia   |
| 1                | Dedebit FC                    |
| 1                | Medr Babur                    |
| 1                | Ogaden Anbassa                |
| 1                | Jimma Aba Jifar FC            |
| 1                | Ethiopian Insurance FC        |
| 1                | Fasil Kenema SC               |
| 1                | Omedla FC                     |
| 1                | Mekelle 70 Enderta FC         |
| 1                | British Military Mission-BMME |
| 1                | Ermejachen                    |
| 1                | Key Baher                     |
| 1                | Tegl Fre                      |

| Anzahl der Titel nach Stadt | Anzahl der Titel nach Stadt | Anzahl der Titel nach Stadt |
| Titel                       | Stadt                       | Vereine |
| --------------------------- | --------------------------- | --- |
| 54                          | Addis Abeba                 | Saint-George SA/Brewery (31), Army SC/Mechal SC (11), EEPCO/Mebrat Hail (3), Ethio-Bunna (2), CBE SA (1), Ethiopian Insurance FC (1), Omedla FC (1), Dedebit FC (1), British Military Mission-BMME (1), Ermejachen (1), Tegl Fre (1) |
| 8                           | Dire Dawa                   | Cotton FC (5), Ethio-Cement (2), Medr Babur (1) |
| 8                           | Asmara                      | GS Hamassien/GS Asmara (4), Tele SC (3), Key Baher (1) |
| 2                           | Mereb Melash                | Akale Guzay/Embassoria (2) |
| 2                           | Awassa                      | Awassa Kenema (2) |
| 1                           | Harar                       | Ogaden Anbassa (1) |
| 1                           | Jimma                       | Jimma Aba Jifar FC (1) |
| 1                           | Gondar                      | Fasil Kenema SC (1) |
| 1                           | Mek’ele                     | Mekelle 70 Enderta FC (1) |